# Anse Royale

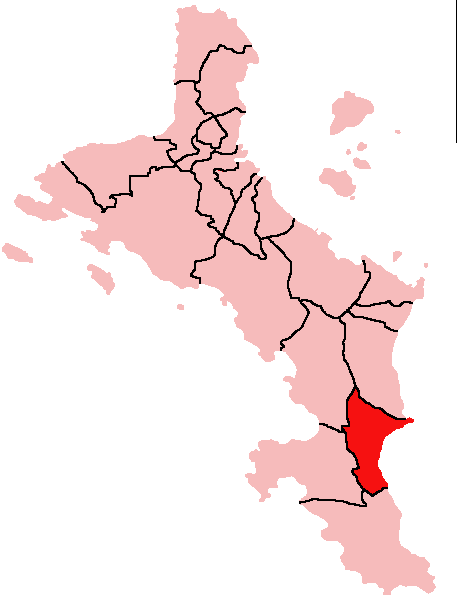
Localització del districte d'Anse Royal a l'illa de Mahé, Seychelles

El districte d'Anse Royale es troba localitzat a la part sud - oest de l'illa de Mahé. La seva extensió és de 6 km² i segons l'últim cens portat a terme per les autoritats de les Seychelles hi viuen un total de 3.688 habitants.